# Ronde van Spanje 2019/Veertiende etappe
De veertiende etappe van de Ronde van Spanje 2019 werd verreden op 7 september tussen San Vicente de la Barquera en Oviedo. De etappe leek gemaakt voor een massasprint, maar de finale was dusdanig zwaar dat een aantal sprinters niet mee kon doen om de zege. De finale werd daarnaast ontsierd door een valpartij, waar onder andere Alejandro Valverde en Tadej Pogačar bij betrokken waren. Uiteindelijk bleek Sam Bennett de beste in de sprint van een zeer uitgedund peloton. 
| San Vicente de la Barquera – Oviedo (188 km) |                     |                       |          |
| Plaats                                       | Naam                | Ploeg                 | Tijd     |
| 1                                            | Sam Bennett         | BORA-hansgrohe        | 4u28'46" |
| 2                                            | Maximiliano Richeze | Deceuninck–Quick-Step | z.t.     |
| 3                                            | Tosh Van der Sande  | Lotto Soudal          | + 2"     |
| 4                                            | Marc Sarreau        | Groupama-FDJ          | + 5"     |
| 5                                            | Clément Venturini   | AG2R La Mondiale      | z.t.     |
| 6                                            | Marc Soler          | Movistar Team         | z.t.     |
| 7                                            | Jonas Koch          | CCC Team              | z.t.     |
| 8                                            | John Degenkolb      | Trek-Segafredo        | z.t.     |
| 9                                            | Max Walscheid       | Team Sunweb           | z.t.     |
| 10                                           | Szymon Sajnok       | CCC Team              | z.t.     |
|                                              |                     |                       |          |
| 16                                           | Jetse Bol           | Burgos-BH             | + 24"    |

| Algemeen klassement |                    |                   |           |
| Plaats              | Naam               | Ploeg             | Tijd      |
| Rode trui           | Primož Roglič      | Team Jumbo-Visma  | 53u49'19" |
| 2                   | Alejandro Valverde | Movistar Team     | + 2'25"   |
| 3                   | Tadej Pogačar      | UAE Team Emirates | + 3'01"   |
| 4                   | Miguel Ángel López | Astana Pro Team   | + 3'18"   |
| 5                   | Nairo Quintana     | Movistar Team     | + 3'33"   |
| 6                   | Rafał Majka        | BORA-hansgrohe    | + 6'15"   |
| 7                   | Nicolas Edet       | Cofidis           | + 7'18"   |
| 8                   | Carl Fredrik Hagen | Lotto Soudal      | + 7'33"   |
| 9                   | Wilco Kelderman    | Team Sunweb       | + 7'39"   |
| 10                  | Dylan Teuns        | Bahrain-Merida    | + 9'58"   |

1e etappe ·
2e etappe ·
3e etappe ·
4e etappe ·
5e etappe ·
6e etappe ·
7e etappe ·
8e etappe ·
9e etappe ·
10e etappe ·
11e etappe ·
12e etappe ·
13e etappe ·
14e etappe ·
15e etappe ·
16e etappe ·
17e etappe ·
18e etappe ·
19e etappe ·
20e etappe ·
21e etappe
Startlijst · Eindstanden · Afbeeldingen